# Kongelige Danske videnskabernes Selskabs Skrifter, Naturvidenskabeli Mathematisk Afdeling
Kongelige Danske videnskabernes Selskabs Skrifter, Naturvidenskabeli Mathematisk Afdeling (abreviado Kongel. Danske Vidensk. Selsk. Skr., Naturvidensk. Math. Afd.) es una revista ilustrada con descripciones botánicas que comenzó su publicación en el año 1849 y finalizó en el año 1938. Fue precedida de Det Kongelige Danske Videnskabernes Selskabs Naturvidenskabelige og Mathematiske Afhandlinger y reemplazada por Biologiske Skrifter.
Fueron publicadas las siguientes series:
- serie 5, vols. 1-12, 1849-1880;
- serie 6, vols. 1-12, 1880-1904;
- serie 7, vols. 1-12, 1904-1914/1915;
- serie 8, vols. 1-12, 1915/1917-1927;
- serie 9, vols. 1-8, 1928-1938